# René Dorme
René Pierre Marie Dorme, aviateur français, né le 30 janvier 1894 à Eix-Abaucourt dans la Meuse, a été abattu aux alentours de Reims, le 25 mai 1917. Neuvième as français dans les communiqués officiels de la Première Guerre mondiale, il était surnommé « le Père », « l'Inimitable » et « l'Increvable ». Il était facilement reconnaissable à sa canne qui ne le quittait jamais.

## Biographie
René Dorme passe sa jeunesse, dans un milieu catholique et patriote, à Briey, où son père Adolphe (1854-1921), chef de gare, a été muté. Il grandit avec sa mère Maria (1853-1921) née Marat et deux sœurs jumelles (nées en 1882) : Stéphanie et Jeanne. Il obtient son certificat d'études (réussi alors par 20 % de sa classe d'âge) et entre assez vite dans la vie active. Avec l'intention de suivre des études de droit, il devance son service militaire de trois années et s'engage à l'âge de 18 ans. Il est appelé sous les drapeaux en 1912 et affecté en Tunisie, à Bizerte, au 7e groupe d'artillerie. Son éducation lui permet d'accéder aux grades de brigadier puis de maréchal des logis.
Le 1er août 1914, jour de la mobilisation générale, il est maréchal des logis, chef de pièce au camp de Bizerte. Le détail de son activité pendant les premiers jours de guerre est connu grâce au journal personnel qu'il tient à jour. Son rôle, qui consiste à recevoir et distribuer les tenues militaires aux réservistes est un travail de « garde-mite » qui ne le satisfait pas. Il écrit vouloir rentrer en France où les premiers combats ont lieu. Répondant à une demande de volontaires pour servir dans l'aviation, il embarque pour la France, le 9 décembre 1914 — écrivant : « J'ai le cœur en fête et je veux manger des oreilles de boches. »

Après avoir passé 1 mois à Lyon, au 2e groupe d'aviation, il reçoit, le 17 janvier, l'ordre de rejoindre en tant qu'artificier le centre d'aviation de Saint-Cyr. Aucun poste ne lui est attribué, « nous sommes une trentaine de sous-officiers qui ne faisons rien, encore moins qu'à Lyon. »

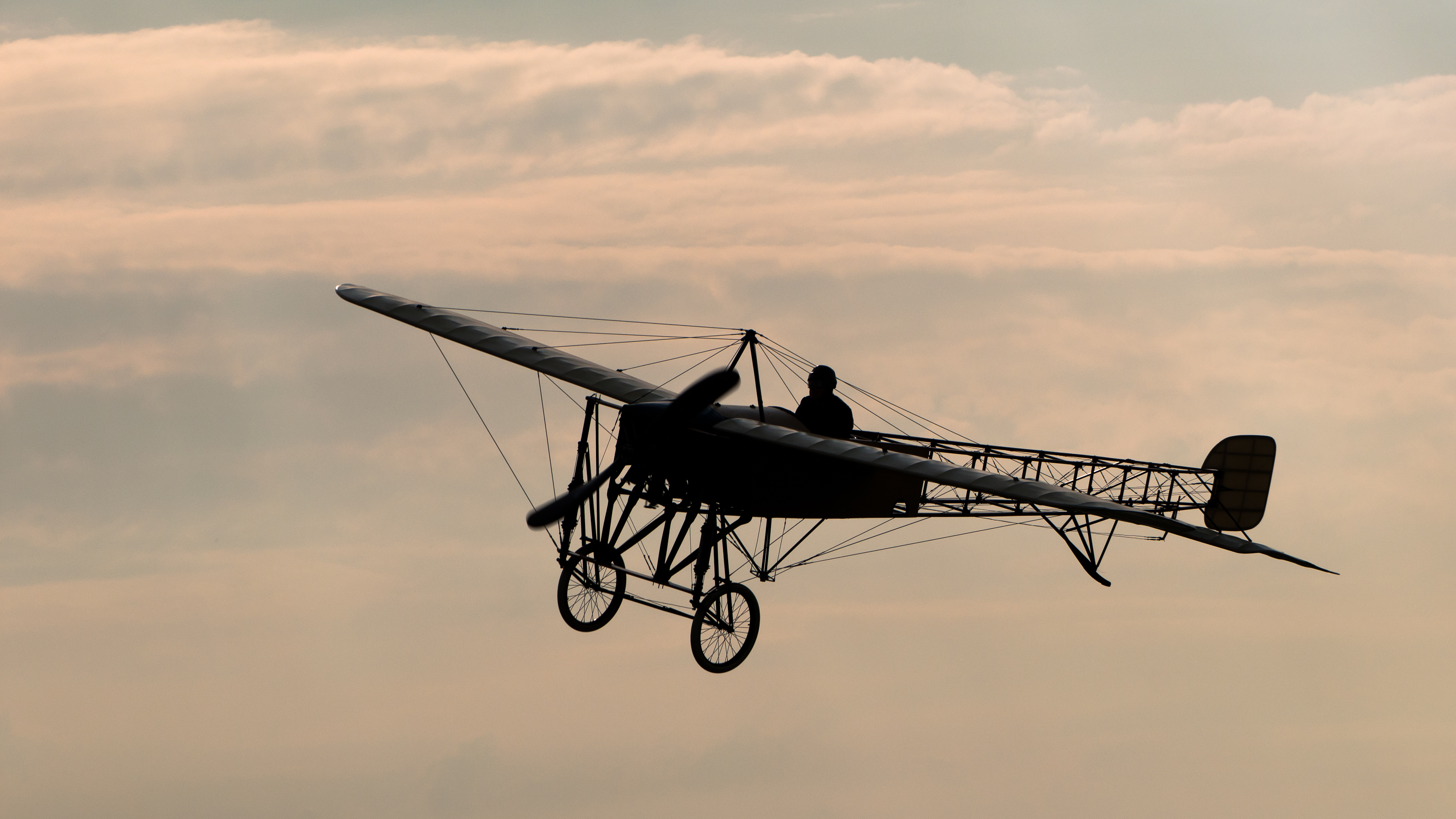
Blériot XI

Lorsque des observateurs d'artillerie sont recrutés, René Dorme se porte volontaire, et reçoit, le 1er février 1915, l'ordre de se rendre à l'école Caudron de Buc pour y commencer son apprentissage. Après quelques jours de vols, il quitte Buc pour se rendre, le 13 février, à l'école de Pau où il passe les épreuves du brevet civil en Blériot XI (moteur Gnome), le 24 avril 1915, son brevet civil (no 1933) lui est remis le 6 mai. Le directeur de l'école donne son appréciation : « Très bon élève, réfléchi, calme et droit. Doit faire un excellent pilote. » De retour à Saint-Cyr, il passe son brevet militaire (no 1046), le 5 juin 1915.
Il est d'abord affecté à l'escadrille C.94 basée à Villacoublay avec laquelle il remporte sa première victoire à bord d'un Caudron G4 le 3 avril 1916 en compagnie du soldat Huillet au-dessus de Carlepont. René Dorme servit un temps dans l'escadrille N.95 déployée à Pons puis intégra le 27 mai 1916 l'escadrille N.3. Celle-ci, prestigieuse formation alors commandée par le capitaine Antonin Brocard, allait devenir à la fin octobre 1916, l'une des escadrilles dites « des Cigognes » prenant ainsi part au Groupe de Combat 12 en compagnie des escadrilles 26, 73 et 103.
S'illustrant en combat aérien, René Dorme que ses camarades d'escadrille appelaient affectueusement « le Père » ne fût pas long à se faire remarquer. En effet, bien que fraîchement arrivé, il ne déclare pas moins de huit victoires pour le seul mois de juillet 1916 dont un doublé le 27. Seules deux victoires sont officialisées. La procédure d'homologation française des victoires mise en place par Brocard est contraignante, requérant par exemple trois témoins directs indépendants, ce qui pour les pilotes est souvent impossible à satisfaire, surtout en sachant que les combats ont le plus souvent lieu au-delà des lignes ennemies et que par conséquent les témoins ne sont pas légion.
Sa carrière de pilote de chasse est, à l'image de ce mois de juillet, jalonnée d'actes héroïques, sur lesquels faute d'avoir été officialisés, l'histoire fait silence. Selon les souvenirs de son mécanicien et d'après les notes figurant dans son carnet de vol, il ne s’attribue pas moins de quatre vingts quatorze victoires aériennes. D'après la compilation des victoires françaises effectuée par Bailey & Cony, et après examen des victoires listées par Chassard, il en déclare ainsi soixante-trois dans les registres et il lui en est crédité vingt-trois.
Ses faits d'armes lui valurent la médaille militaire épinglée des mains du président de la République. Chevalier de la Légion d'honneur et titulaire de la croix de guerre avec dix-sept palmes (il gardait ses décorations dans sa poche et ne les portait jamais), René Dorme, parrain de la base aérienne 107 de Villacoublay, est, avec d'autres comme le lieutenant René Fonck et le capitaine Georges Madon, l'un des pilotes français de la Première Guerre mondiale auquel fut refusé le plus de victoires.
Sa réputation auprès de ses pairs était tout à fait singulière. D'après le Journal La Guerre aérienne, le capitaine Georges Guynemer disait en parlant de Dorme : « Il en descend un par jour ! ». Le commandant Brocard disait même de lui qu'il était ni plus ni moins que le meilleur élément des Cigognes.

Il disparut dans la soirée du 25 mai 1917 entre 19h et 21h. Après une première sortie le matin et avoir probablement abattu un Albatros C. entre Époye et Berru à 8h10, il redécolle à 18h40 en compagnie du lieutenant Albert Deullin pour effectuer une « ronde sur les lignes ennemies ». 

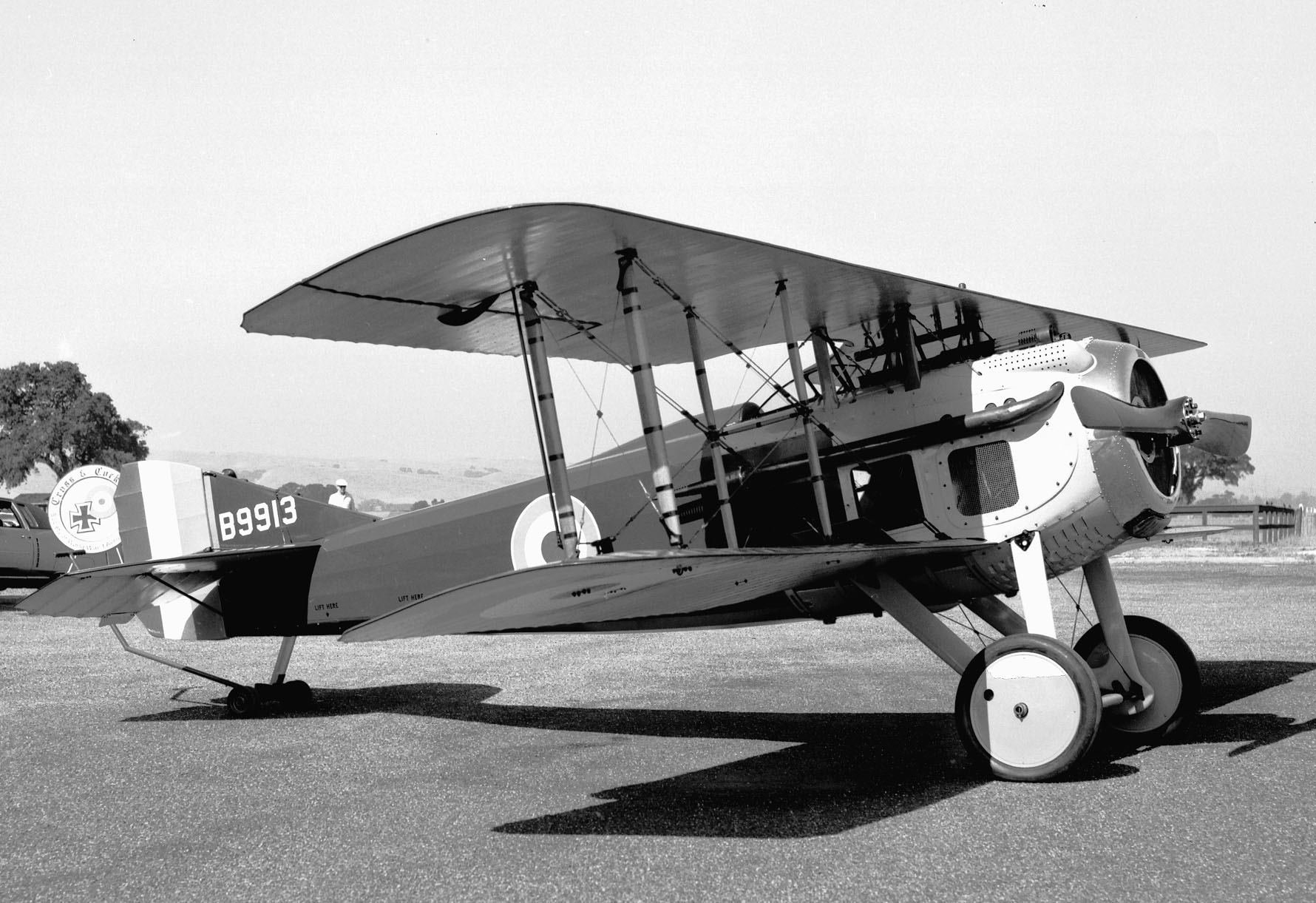
SPAD S.7

Les pilotes français à bord de leurs SPAD VII croisent un groupe de quatre à six chasseurs allemands à l'est de Reims. Ils engagent le combat malgré leur infériorité numérique. Albert Deullin rapporte qu'il a tout d'abord vu le sous-lieutenant Dorme descendre en flammes l'un des appareils ennemis avant de perdre sa trace puisque lui-même se trouvait dans l'obligation de combattre contre d'autres chasseurs. Une fois le combat terminé, il voit en chemin du retour un avion français fumant dans les tranchées. Il fait peu de doute qu'il s'agit de celui de René Dorme, qui arborait fièrement une croix de lorraine sur son fuselage. Il subsiste une incertitude quant aux conditions exactes de sa mort et quant au nom de son éventuel vainqueur[réf. souhaitée].
Sa chute peut sembler correspondre au rapport effectué par l'as Heinrich Kroll (en) de l'escadrille Jasta 9. Il reste sans doute et pour toujours des zones d'ombre. Le lieutenant Kroll fait état d'un combat s'étant terminé par la chute de son adversaire, sans dire objectivement qu'il en est la cause directe, sur le Fort de la Pompelle qui était alors sous contrôle des forces françaises. René Dorme est tombé dans les lignes allemandes. De plus, il existe une controverse quant à la date exacte de la victoire de l'as allemand qui dans une lettre écrite à ses parents indique la date du 23 mai 1917 et non du 25.
D'autres pilotes de chasse allemands ayant patrouillé dans le secteur de Reims revendiquent une victoire contre un SPAD à la fin de cette journée. Il s'agit du lieutenant von Breiten-Landenberg membre de la même escadrille que Heinrich Kroll (en) ainsi que du Hauptmann Otto Ritter von Schleich officier commandant la Jasta 21 (en). Cette dernière a la particularité d'avoir déclaré la perte d'un officier dans le même secteur, à une heure apparemment différente, descendu en flammes. Cette perte pourrait correspondre, du moins en partie, avec l'attaque effectuée par René Dorme et observée par son ami Albert Deullin avant qu'il ne le perde de vue.
Au moment de sa disparition, le sous-lieutenant René Dorme est avec le capitaine Georges Guynemer, l'un des As de l'escadrille des Cigognes. Après recensement de ses déclarations compilées dans l'ouvrage de Bailey et Cony, ainsi que celles rapportées dans le livre de Chassard, il avait apparemment déclaré officiellement 63 appareils ennemis abattus (sans compter la victoire que Deullin dit avoir observée lors du dernier vol) pour 120 combats en un peu plus de 623 heures de vol.

## Hommages
La base aérienne 107 Villacoublay « Sous-Lieutenant René Dorme », implantation de l'Armée de l'air française en région parisienne, est nommée d'après lui.
Dans la même commune, une école maternelle porte son nom.
Au cimetière de Fontenay-le-Fleury, la tombe familiale porte une plaque à son nom. Une autre plaque à son nom orne la maison familiale.
À Puisieulx, un monument mentionne son action dans la défense de la Marne.
À Abaucourt, son village natal, une rue porte son nom. Il existe des rues René Dorme à : Fontenay-le-Fleury, à Briey ainsi qu'au Bourget.
Son livre de Mémoires (ses carnets personnels) est publié en 1919.
La promotion 2018 de l'école de l'air, d'officiers issus du rang, porte son nom.

## Décorations
- Chevalier de la Légion d'honneur
- Médaille militaire
- Croix de guerre 1914-1918 (France) à 17 palmes (citation à l'ordre de l'armée)

## Article
- David Méchin, « René Dorme (1894-1917) : La croisade du Lorrain » (Biographie), Le Fana de l'Aviation, Larivière, no 562,‎ septembre 2016, p. 54-64.